# Valéry Ntamag
Valéry Ntamag, właśc. Valéry Ntamag Manop (ur. 15 września 1976) – kameruński piłkarz, występujący na pozycji napastnika.

## Życiorys
Na skutek udanych gier w lokalnych turniejach piłkarskich został piłkarzem amatorskiego trzecioligowego klubu Tempête, a później grał także w amatorskim klubie Tarzan Obala. Po zdaniu matury wyjechał do Abidżanu, gdzie podjął studia medyczne, a także grał w klubie Africa Sports National. Latem 1994 roku Jean Manga Onguéné powołał go do treningów reprezentacji Kamerunu U-21, a w styczniu 1995 na mistrzostwa Afryki U-21. Mistrzostwa te Kamerun wygrał, dzięki czemu uzyskał kwalifikacje na mistrzostwa świata U-20.
Ntamag został powołany na mistrzostwa 1995 i wystąpił w czterech meczach – przeciwko Niemcom (1:1), Australii (3:2), Kostaryce (3:1) i Argentynie (0:2); przeciwko Australii zdobył dwa gole. W tym czasie podpisał kontrakt z USL Dunkerque, a po miesiącu przeszedł do KAA Gent. W Eerste klasse zadebiutował 16 grudnia 1995 roku w zremisowanym 1:1 spotkaniu ze Standardem Liège, w którym zdobył także gola. W sezonie 1995/1996 rozegrał trzy mecze w najwyższej belgijskiej klasie rozgrywkowej, a w sezonie 1996/1997 – dziewięć. W 1997 roku przeszedł do Royal Tilleur FC, gdzie grał przez rok. W tym okresie doznał poważnej kontuzji stawu biodrowego. W latach 2001–2002 był piłkarzem francuskiego FCSR Haguenau. Po zakończeniu kariery piłkarskiej kontynuował naukę, a później pracował jako inżynier dźwięku.

## Statystyki ligowe
| Sezon     | Klub     | Liga          | Mecze | Gole |
| --------- | -------- | ------------- | ----- | ---- |
| 1995/1996 | KAA Gent | Eerste klasse | 3     | 1    |
| 1996/1997 | KAA Gent | Eerste klasse | 9     | 0    |